# Armin Bošnjak
Armin Bošnjak (* 20. April 1994) ist ein montenegrinischer Fußballspieler.

## Karriere
Armin Bošnjak stand bis August 2015 beim FK Jedinstvo Bijelo Polje unter Vertrag. Der Verein aus Bijelo Polje spielte in der zweiten montenegrinischen Liga, der Druga Crnogorska Liga. Wo er von Oktober 2015 bis Anfang Juli 2016 gespielt hat, ist unbekannt. Am 8. Juli 2016 verpflichtete ihn der FK Iskra Danilovgrad. Mit dem Klub aus Danilovgrad spielte er in der ersten Liga, der Prva Crnogorska Liga. Für Danilovgrad stand er 32-mal in der ersten Liga auf dem Spielfeld. Am 1. Juli 2017 nahm ihn der Ligakonkurrent FK Rudar Pljevlja aus Pljevlja unter Vertrag. Nach 48 Erstligaspielen für Pljevlja wechselte er am 1. Januar 2019 zum ebenfalls in der ersten Liga spielenden FK Zeta Golubovci nach Golubovci. Hier stand er bis Mitte August 2020 unter Vertrag. Am 18. August 2020 ging er in den Kosovo, wo er sich dem Erstligisten KF Ballkani aus Suhareka anschloss. Hier kam er jedoch nicht zum Einsatz. Im Februar 2021 zog es ihn nach Asien. Hier unterschrieb er in Singapur einen Vertrag bei den Tampines Rovers. Die Rovers spielten in der ersten Liga, der Singapore Premier League.